# Бос (Швабија)
Бос (њем. Boos) општина је у њемачкој савезној држави Баварска. Једно је од 52 општинска средишта округа Унтералгој. Према процјени из 2010. у општини је живјело 1.939 становника. Посједује регионалну шифру (AGS) 9778120.

## Географски и демографски подаци
Бос се налази у савезној држави Баварска у округу Унтералгој. Општина се налази на надморској висини од 573 метра. Површина општине износи 17,7 km². У самом мјесту је, према процјени из 2010. године, живјело 1.939 становника. Просјечна густина становништва износи 110 становника/km².